# عبد الرشيد محمد أحمد
عبد الرشيد محمد أحمد (بالصومالية: Cabdirashiid Maxamad Axmad)‏ سياسي صومالي، شغل منصب وزير التجارة والصناعة في الفترة ما بين عامي 2015 و 2017، ومنصب وزير البترول والثروة المعدنية في الفترة ما بين 2021 و2022.